# 이사 빈 살만 알칼리파

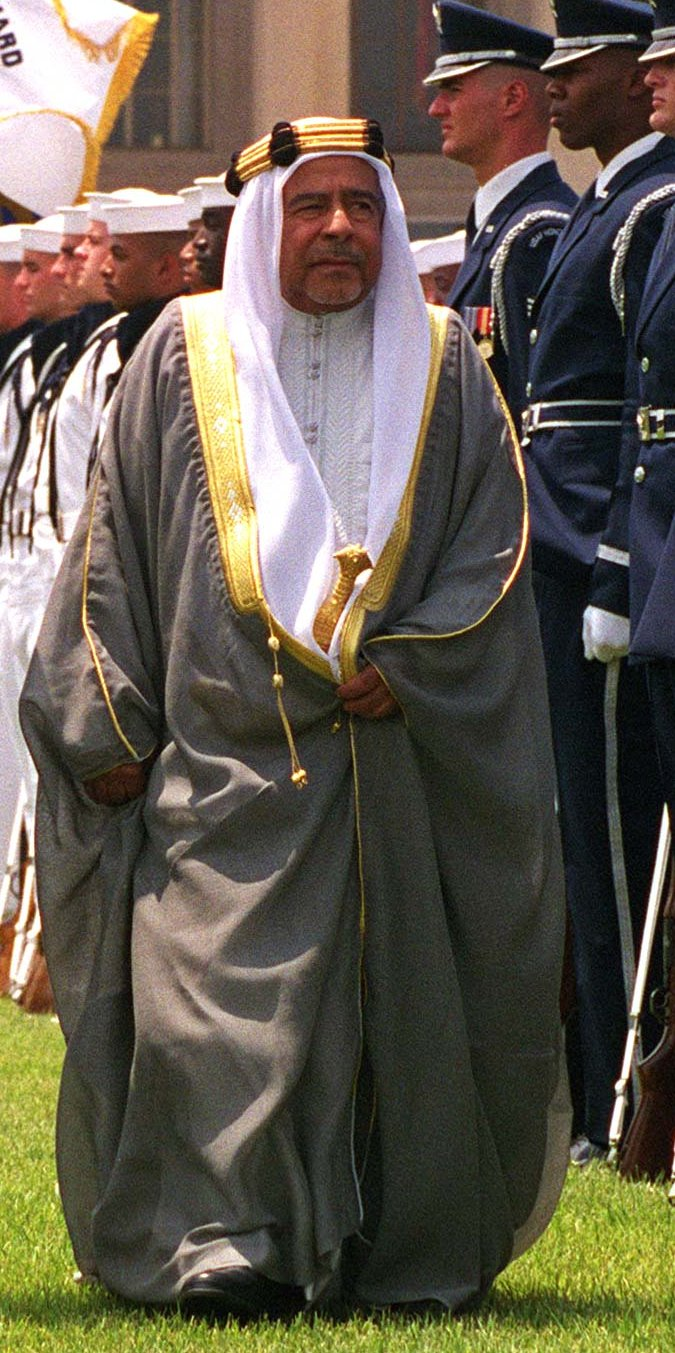
이사 빈 살만 알칼리파

이사 빈 살만 알칼리파(Isa bin Salman Al Khalifa, GCB, GCMG, عيسى بن سلمان آل خليفة, 1933년 6월 3일 ~ 1999년 3월 6일)는 바레인의 왕족으로, 1961년부터 1999년 사망할 때까지 바레인의 아미르였다.
아버지는 바레인의 하킴(아미르 이전 바레인 군주의 칭호)이었던 살만 이븐 하마드 알칼리파 (Salman ibn Hamad Al Khalifa, 1894년 ~ 1961년, 재위 1942년 ~ 1961년)이며, 어머니는 헤사 빈트 살만 알칼리파 (Hessa bint Salman Al Khalifa, 1933년 ~ 2009년)이다.
장남은 바레인의 현 국왕 하마드 빈 이사 알칼리파이다.

## 같이 보기
- 알칼리파
- 1990년대 바레인 봉기

| 전임 살만 이븐 하마드 알칼리파 | 바레인의 아미르 1961년 ~ 1999년 | 후임 하마드 빈 이사 알칼리파 |